# Веерное депо
Веерное депо или дугообразное, также называются полуротондное — железнодорожное депо, по расположению путей, и тип здания локомотивного депо веерного типа.

## История
В России первые паровозные депо строились на Николаевской железной дороге. Назывались эти здания не депо, а паровозные сараи. Они имели вид круглого здания, в которое вёл один путь, по которому производилась постановка в депо паровозов. В центре здания находится поворотный круг. Заезжающий в депо паровоз попадает на этот круг, а затем круг поворачивается (с помощью механизмов, но в первое время без всякой механизации) и паровоз оказывается напротив нужного стойла.
Позднее круглые паровозные сараи строить не стали, так как конструкция здания не обеспечивала дымоудаления, кроме того, изменялся паровозный парк, паровозы становились длиннее, из-за этого размеры поворотного круга и здания в целом становились больше, перекрыть это здание одной крышей не представлялось возможным.
В качестве основного здания паровозного депо стали строить веерные депо. В центре депо по прежнему размещался паровозный круг, так как поставить паровоз на стойло можно было только через круг. Круг также служил и для разворота паровозов в конечных пунктах тягового плеча — поэтому подъезд к кругу должен быть обеспечен всегда. Веерное здание могло быть небольшим и рассчитанным на 3, 5 или 7 стойл (например на малодеятельных линиях или в оборотных депо), но в крупных депо (например ТЧ Саратов) веерное депо было рассчитано на 36 стойл.
Веерные депо в России используются по сей день. К старым депо веерного типа пристраиваются новые — прямоугольные цеха. Поворотные круги заменяются на новые. Веерные локомотивные депо с поворотными кругами есть на каждой железной дороге.
- Веерное депо. Амштеттен, Австрия
- Веерное депо станции Киев-Пассажирский
- Железнодорожный музей в Киото
- Схема депо Детроита, 1910 год
- Изображение фасада и план круглого дома 1850–х годов для железной дороги Москва - Санкт-Петербург